# Sysselmann van Spitsbergen

Embleem van Sysselmann van Spitsbergen (Svalbard)

Sysselmann is de Noorse benaming voor de gouverneur of landdrost van Spitsbergen. Spitsbergen, of in het Noors Svalbard, is een Noors territorium, maar is geen integraal deel van Noorwegen. 
Krachtens het Spitsbergen-verdrag van 1920 voert Noorwegen het bestuur over de eilanden. De sysselmann staat aan het hoofd van dat bestuur als vertegenwoordiger van de Noorse kroon. Krachtens het verdrag hebben echter alle verdragspartijen gelijke rechten om op Spitsbergen economische activiteiten te ontplooien. Op basis van het verdrag hebben in eerste instantie Nederlanders de plaats Barentszburg gebouwd. Later hebben Russen daar mijnbouw gepleegd, wat door het Noorse bestuur gedoogd moest worden.
In de wet van Spitsbergen (Noors: Svalbardloven) van 17 juli 1925 nr. 11 is in § 1 vastgelegd dat deze eilanden deel uitmaken van het Noorse Koninkrijk. In § 5 wordt bepaald dat er te Spitsbergen een sysselmann moet zijn. Deze wordt door de koning aangesteld en krijgt dezelfde macht als een statsforvalter. Maar hij is verder ook hoofd van politie, openbaar notaris en hulprechter aan het kantongerecht, mocht er niemand aangesteld zijn om deze functies te vullen.